# Cize (Jura)
Cize település Franciaországban, Jura megyében. Lakosainak száma 801 fő (2022. január 1.). Cize Champagnole, Loulle, Ney, Pillemoine, Syam és Le Vaudioux községekkel határos.

## Népesség
A település népességének változása:
| Lakosok száma | 378  | 1005 | 958  | 822  | 796  | 779  | 788  | 795  | 803  | 801  |
|               | 1968 | 1982 | 1990 | 2006 | 2013 | 2015 | 2017 | 2019 | 2020 | 2022 |